# Rhodospatha venosa
Rhodospatha venosa — вид квіткових рослин із родини Araceae, роду Rhaphidophora. Це ліана, рідним ареалом якої є Північна Бразилія, Колумбія, Еквадор, Французька Гвіана, Гаяна, Суринам, Венесуела.